# New Jersey Nets 1996-1997
La stagione 1996-97 dei New Jersey Nets fu la 21ª nella NBA per la franchigia.
I New Jersey Nets arrivarono quinti nella Atlantic Division della Eastern Conference con un record di 26-56, non qualificandosi per i play-off.

## Roster
| N° | Naz.                   | Ruolo | Sportivo        | Anno | Alt. | Peso |
| -- | ---------------------- | ----- | --------------- | ---- | ---- | ---- |
| 00 | Stati Uniti (bandiera) | C     | Eric Montross   | 1971 | 213  | 122  |
| 2  | Stati Uniti (bandiera) | GA    | Vincent Askew   | 1966 | 198  | 95   |
| 2  | Stati Uniti (bandiera) | A     | Evric Gray      | 1969 | 201  | 107  |
| 6  | Stati Uniti (bandiera) | G     | Khalid Reeves   | 1972 | 191  | 90   |
| 7  | Stati Uniti (bandiera) | GA    | Reggie Williams | 1964 | 201  | 86   |
| 10 | Stati Uniti (bandiera) | G     | Sam Cassell     | 1969 | 191  | 84   |
| 13 | Stati Uniti (bandiera) | G     | Kendall Gill    | 1968 | 196  | 88   |
| 14 | Stati Uniti (bandiera) | G     | Robert Pack     | 1969 | 188  | 82   |
| 15 | Stati Uniti (bandiera) | AC    | Chris Gatling   | 1967 | 208  | 100  |
| 21 | Stati Uniti (bandiera) | G     | Kevin Edwards   | 1965 | 191  | 86   |
| 22 | Stati Uniti (bandiera) | G     | Jim Jackson     | 1970 | 198  | 100  |
| 24 | Stati Uniti (bandiera) | G     | Lloyd Daniels   | 1967 | 201  | 93   |
| 30 | Stati Uniti (bandiera) | G     | Kerry Kittles   | 1974 | 196  | 81   |
| 31 | Stati Uniti (bandiera) | A     | Ed O'Bannon     | 1972 | 203  | 101  |
| 33 | Nigeria (bandiera)     | C     | Yinka Dare      | 1972 | 213  | 120  |
| 34 | Stati Uniti (bandiera) | A     | Xavier McDaniel | 1963 | 201  | 93   |
| 35 | Stati Uniti (bandiera) | C     | Joe Kleine      | 1962 | 211  | 116  |
| 41 | Stati Uniti (bandiera) | C     | Robert Werdann  | 1970 | 211  | 113  |
| 44 | Stati Uniti (bandiera) | A     | Tony Massenburg | 1967 | 206  | 100  |
| 45 | Stati Uniti (bandiera) | C     | Shawn Bradley   | 1972 | 229  | 107  |
| 50 | Stati Uniti (bandiera) | AC    | Adrian Caldwell | 1966 | 203  | 120  |
| 54 | Stati Uniti (bandiera) | AC    | Jack Haley      | 1964 | 208  | 109  |
| 55 | Stati Uniti (bandiera) | AC    | Jayson Williams | 1968 | 206  | 109  |

## Staff tecnico
- Allenatore: John Calipari
- Vice-allenatori: Don Casey, Ed Shilling, Kenny Gattison